# Agylla joannisi
Agylla joannisi là một loài bướm đêm thuộc phân họ Arctiinae, họ Erebidae.